# Pilophorus nigricaulis
Pilophorus nigricaulis är en lavart som beskrevs av M. Satô. Pilophorus nigricaulis ingår i släktet Pilophorus och familjen Cladoniaceae.   Inga underarter finns listade i Catalogue of Life.